# Квака 22 (логика)
Квака 22, (енгл. Catch-22) је парадоксална ситуација из које појединац не може да побегне због контрадикторних правила или ограничења.  Термин је сковао Џозеф Хелер, који га је употребио у свом роману Квака 22 (Catch-22) из 1961. године.
Квака 22 често произилазе из правила, прописа или процедура којима појединац подлеже, али нема контролу над њима, јер борити се против правила значи прихватити га. Други пример је ситуација у којој је некоме потребно нешто што се може имати само ако му то није потребно (нпр. једини начин да се квалификујете за кредит је да докажете банци да вам кредит није потребан). Једна конотација овог израза је да су креатори ситуације „Квака 22“ створили произвољна правила како би оправдали и прикрили сопствену злоупотребу моћи.

## Порекло и значење
Џозеф Хелер је сковао термин у свом роману „Квака 22“ из 1961. године, који описује апсурдна бирократска ограничења за војнике у Другом светском рату. Сам термин ”улов је увео лик из романа Док Деник, војни психијатар, који се позива на „Квака 22” да објасни зашто било који пилот који тражи менталну процену због лудила, надајући се да није довољно здрав да лети и тако избегне опасне мисије, демонстрира сопствени разум у креирању захтева и стога се не може прогласити неурачунљивим. Ова фраза такође означава дилему или тешку околност из које нема излаза због међусобно супротстављених или зависних услова.
"Мислиш да постоји квака?"
„Наравно да постоји квака”, одговорио је Док Деник. „Квака 22. Свако ко жели да изађе са борбене дужности није баш луд.“

Постојала је само једна квака, а то је Квака 22, која је прецизирала да је брига за сопствену безбедност пред опасностима које су биле стварне и непосредне представља процес рационалног ума. Ор, фикционални пилот бомбардера, је био луд и могао би бити кажњен. Све што је требало да уради било је да пита, и чим то уради, више не би био луд и морао би да лети више мисија. Ор би био луд да лети више мисија и разуман да није, али ако је здрав, морао је да их лети. Ако их (мисије) је летео, био је луд и није морао, али ако није хтео, био је здрав и морао је. Џон Изаријан (капетанв из романа Квака 22) је био веома дубоко дирнут апсолутном једноставношћу ове клаузуле Цаке-22 да је испустио звиждук пун поштовања

Различите формулације „Цаке-22” појављују се у целом роману. Термин се примењује на разне рупе и недоумице у војном систему, увек са импликацијом да су правила недоступна и нагнута према онима који су нижи у хијерархији. У 6. поглављу, Изаријану (протагониста) је речено да Квака 22 од њега захтева да уради све што му командант каже, без обзира да ли су та наређења у супротности са наређењима официрских претпостављених.
У последњој поглаљу Квака 22, старица описује Изоријану чин насиља од стране војника:
„Квака 22 каже да имају право да ураде све што ми не можемо да их спречимо.”
„О чему, дођавола, причаш? Изаријан је викнуо на њу у збуњеном, бесном протесту. „Како сте знали да је Квака 22? Ко вам је дођавола рекао да је Квака -22?”
„Војници са кацигама и палицама. Девојке су плакале. 'Јесмо ли нешто погрешиле?” рекле су. Мушкарци су рекли не и одгурнули их кроз врата крајевима палица. 'Зашто нас онда терате?' девојке су рекле. „Квака 22”, рекли су мушкарци. Све што су стално говорили је Квака 22, Квака 22." Шта то значи, Квака 22? Шта је Квака 22?”
„Зар ти то нису показали? — упита Изаријан, газећи унаоколо од беса и невоље. „Зар их ниси ни натерао да је прочитају?
„Не морају да нам покажу Улов-22“, одговорила је старица. „Закон каже да не морају.”
„Који закон каже да не морају?

„Квака 22.”
Према професору књижевности Иану Грегсону, наратив старице дефинише „Цаку22“ директније као „бруталну операцију моћи“, уклањајући „лажну софистицираност“ ранијих сценарија.

### Значај броја 22
Хелер је првобитно желео да ту фразу (а самим тим и књигу) наслови другим бројевима, али су се он и његови издавачи на крају определили за 22. Број нема посебан значај, изабран је мање-више за еуфонију. Наслов је првобитно био Квака 18, али га је Хелер променио након што је тада популарна новела „Мила 18” објављена кратко време пре тога.

## Употреба
Термин „Квака 22” је ушао у свакодневну употребу у енглеском језику. У интервјуу из 1975. Хелер је рекао да се тај термин неће добро преводити на друге језике.
Џејмс Е. Комбс и Ден Д. Нимо сугеришу да је идеја о „цаки 22” постала популарна јер је толико људи у модерном друштву изложено фрустрирајућој бирократској логици. Пишу:
Дакле, свако ко се бави организацијама разуме бирократску логику Цаке-22. У средњој школи или на факултету, на пример, студенти могу да учествују у студентској власти, облику самоуправе и демократије који им омогућава да одлучују шта год желе, само под условом да директор или декан студената одобри. Ова лажна демократија која се може надвладати произвољним наредбом је можда први сусрет грађана са организацијама које можда исповедају отворене и либертаријанске вредности, али су у ствари затворени и хијерархијски су системи. Квака 22 је организациона претпоставка, неписани закон неформалне моћи који изузима организацију од одговорности и одговорности, и ставља појединца у апсурдну позицију да буде искључен због погодности или непознатих циљева организације.
Заједно са „двоумљењем” Џорџа Орвела, „Квака 22” је постао један од најбоље познатих начина да се опише невоља заробљавања контрадикторним правилима.
Значајан тип дефиниције алтернативне медицине назван је „Квака 22”. У уводнику из 1998. чији је коаутор Марсија Ангељ, бивша уредница часописа Њу Ингланд Џурнал оф Медисин, тврдила је да:
Време је да научна заједница престане да алтернативној медицини даје „бесплатну вожњу”. Не могу постојати две врсте медицине, конвенционална и алтернативна. Постоји само лек који је адекватно тестиран и лек који није, лек који делује и лек који може, али не мора. Једном када је третман ригорозно тестиран, више није важно да ли се на почетку сматрало алтернативним. Ако се утврди да је разумно безбедан и ефикасан, биће прихваћен. Али тврдње, спекулације и сведочења не замењују доказе. Алтернативни третмани треба да буду подвргнути научном тестирању не мање ригорозном од оног који је потребан за конвенционалне третмане.
Роберт Л. Парк је ову дефиницију описао као логичку „Цаку 22” која осигурава да било која метода комплементарне и алтернативне медицине (КАМ) за коју је доказано да функционише „више не би била КАМ, то би једноставно била медицина.“

## Логика
Архетипски квака 22, како га је формулисао Џозеф Хелер, укључује случај Џона Изоријана, пилота бомбардера америчких ваздушних снага, који жели да буде приземљен из борбеног лета. То ће се десити само ако га процени хирург летача ескадриле и утврди да је „неспособан за лет”. „Неспособан“ би био сваки пилот који је вољан да лети тако опасне мисије, јер би неко морао бити луд да би се добровољно пријавио за могућу смрт. Међутим, да би био процењен, он мора да захтева процену, акт који се сматра довољним доказом да се прогласи урачунљивим. Ови услови онемогућавају проглашење „неподобним“.
„Квака 22“ је да „свако ко жели да изађе са борбене дужности није баш луд“. Дакле, пилоти који захтевају процену менталне способности су здрави и стога морају да лете у борбе. У исто време, ако пилот не затражи процену, он је никада неће добити и стога никада не може бити проглашен лудим, што значи да мора да лети и у борби.
Стога, Квака 22 осигурава да ниједан пилот никада не може бити изузет због лудила, чак и ако јесте.
Логична формулација ове ситуације је:
| 1. | {\displaystyle (E\rightarrow (I\land R))} | Да би особа била ослобођена летења (Е) на основу лудила, мора бити и луда (I) и да је затражила процену (R).                       | (Премиса)                      |
| 2. | {\displaystyle (I\rightarrow \neg R)}     | Луда особа (I) не захтева процену (¬R) јер не схвата да је луда.                                                                   | (Премиса)                      |
| 3. | {\displaystyle (\neg I\lor \neg R)}       | Either a person is not insane (¬I) or does not request an evaluation (¬R).                                                         | (2. и Материјална импликација) |
| 4. | {\displaystyle (\neg (I\land R))}         | Ниједна особа не може бити истовремено луда (I) и захтевати процену (R).                                                           | (3. и Де Морганови закони)     |
| 5. | {\displaystyle (\neg E)}                  | Према томе, ниједна особа не може бити ослобођена летења (¬Е) јер ниједна особа не може бити истовремено луда и захтевати процену. | (4., 1. и Модус толенс)        |